# Винервальдзе
Винервальдзе (нем. Wienerwaldsee) — водохранилище на реке Вене в 20 км к западу от одноименного города, в Венском Лесу.

## География
Лежит во впадине рельефа у разветвления долин между коммунами Пуркерсдорф, Тульнербах и Пресбаум. Водохранилище находится на реке Вене. Помимо нее, сюда также впадает Вольфсграбенбах (Wolfsgrabenbach), бывший приток реки. Немного южнее проходит автобан A1. Высота над уровнем моря — 289 м.

## История
Первые планы создания водохранилища выдвигал еще в 1781 году архитектор Вильгельм Байер (Wilhelm Bayer). Создано же оно было значительно позднее — только в 1895—1897 гг. Изначально использовалось как резервуар воды для технических нужд, позднее также как источник питьевой воды для Вены. Дамба, перегородившая течение реки, имеет 240 м в длину и до 13 метров в высоту. Водохранилище рассчитано на 1 430 000 м³ воды. С самого начала, оно построено также и как запасной резервуар для отвода излишков воды, угрожающих затоплением Вене. В том числе для этой цели используется и поныне.

## Водоохранная зона
Хотя Винервальдзе больше не используется как резервуар питьевой воды, оно по-прежнему остается водоохранной зоной, а отдел 31 Магистрата Вены по-прежнему занимается его благоустройством. Купание в водохранилище или катание по нему на коньках зимой запрещено.
Благодаря этому, в водохранилище и на его берегах обитают, пусть немногочисленные, представители дикой природы. Из рыб: щука, судак, сазан, линь. Здесь встречается занесенный в Красную книгу Австрии водяной уж. Различные водные птицы: серая цапля, большая поганка, лысуха, камышница, малый зуек. Кроме того, здесь бывают бобры, встречающиеся и выше по течению Вены.

## Памятник Вильгельму Крессу
На северном берегу восточной части водохранилища, возле дамбы, стоит памятник Вильгельму Крессу. Здесь он потерпел аварию 3 октября 1901 года во время попытки взлета, когда самолет его собственной конструкции попал в порыв ветра, «зачерпнул» крыльями воду и затонул. К счастью, сам Кресс при этом не пострадал.

## Галерея

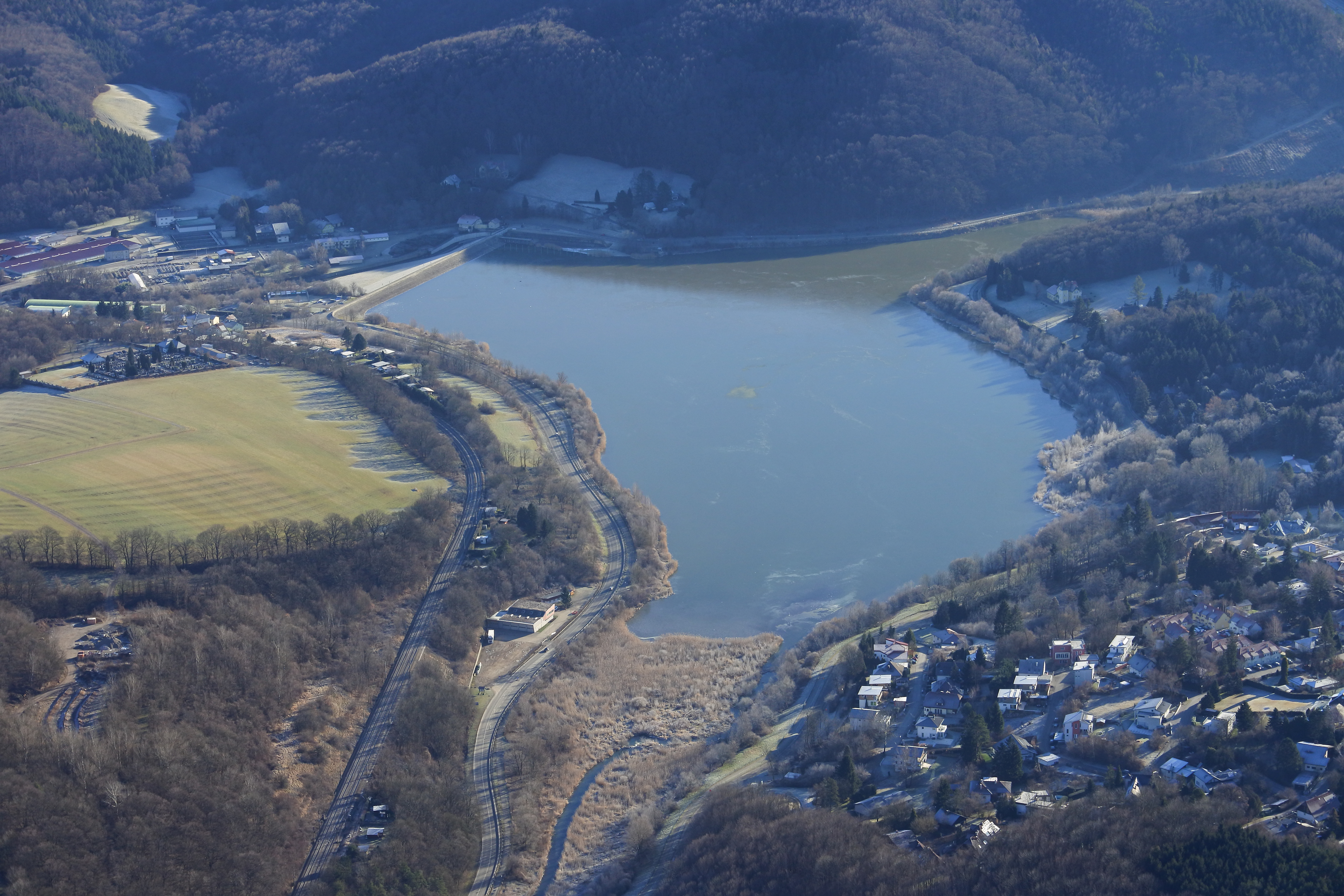
С высоты птичьего полета
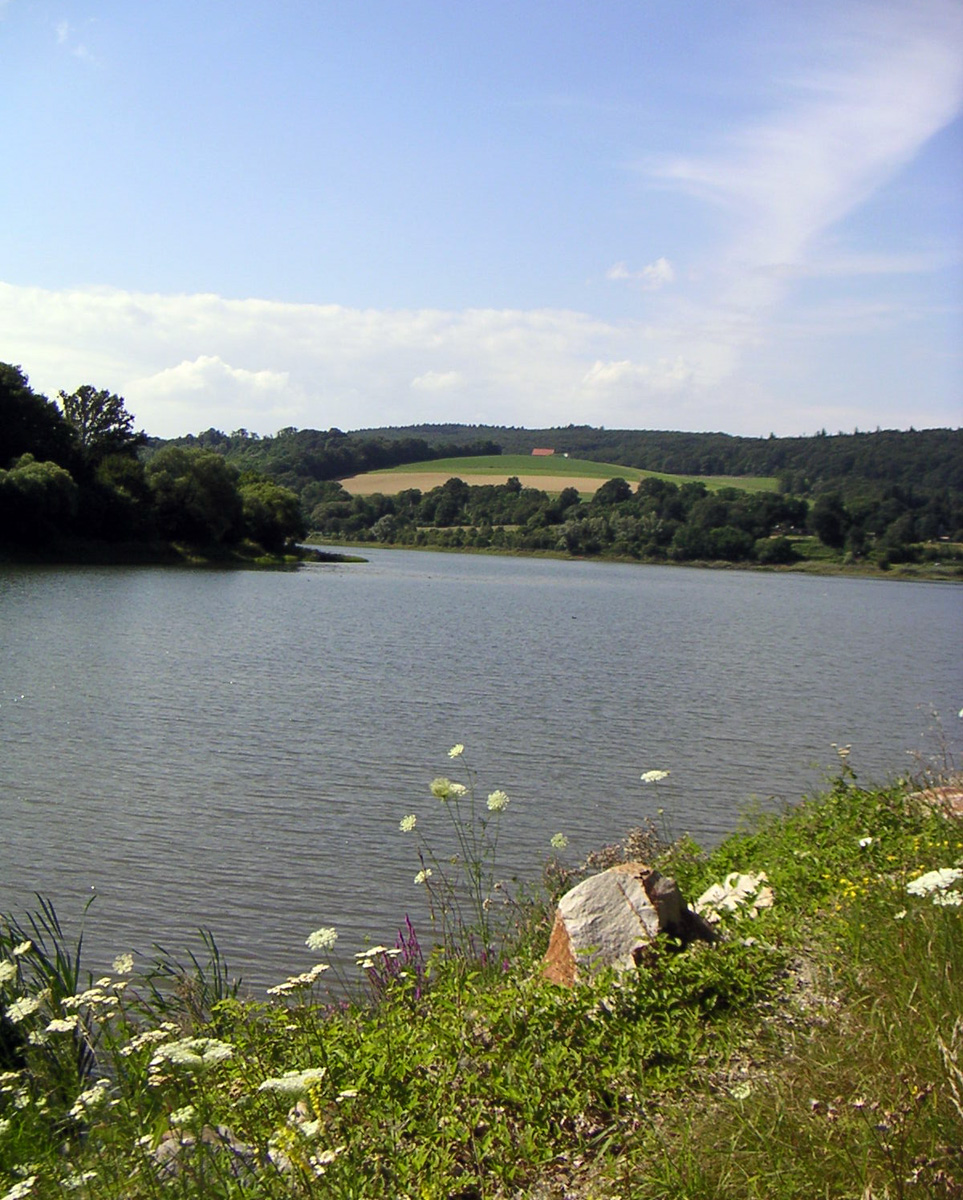
Вид на Винервальдзе с юга
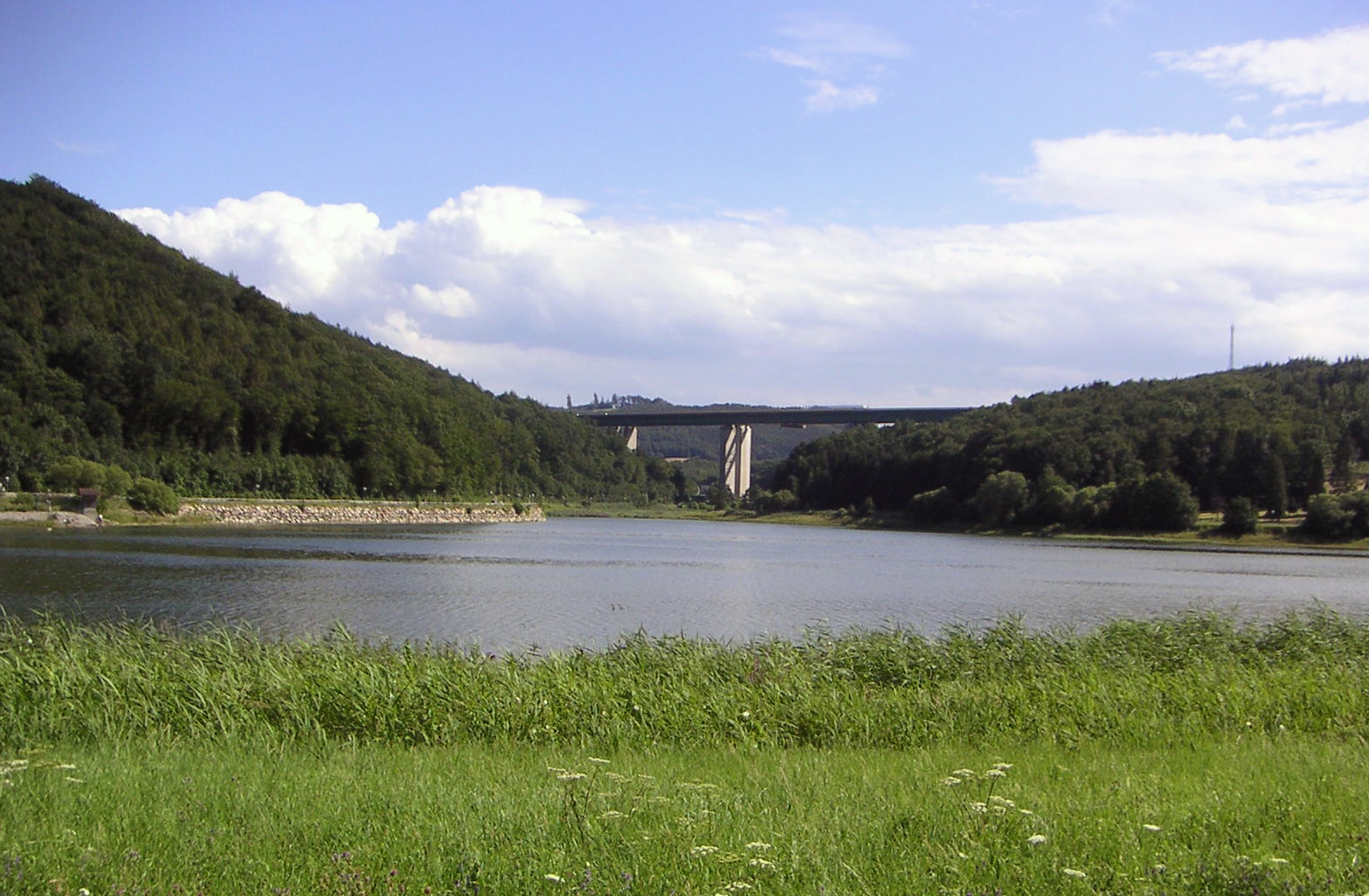
Вид с севера; на заднем плане — мост автобана A1
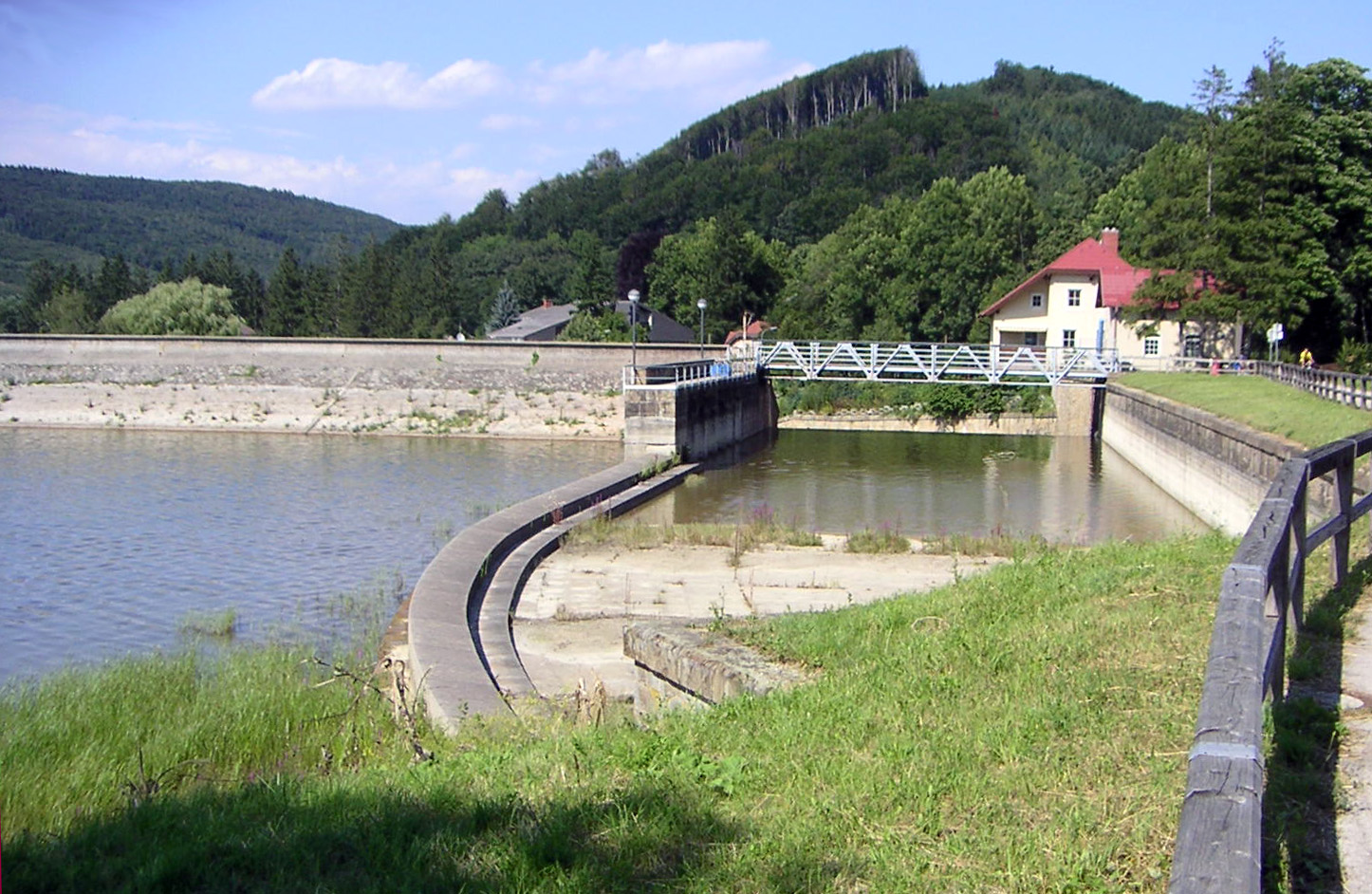
Плотина и прилегающие гидросооружения
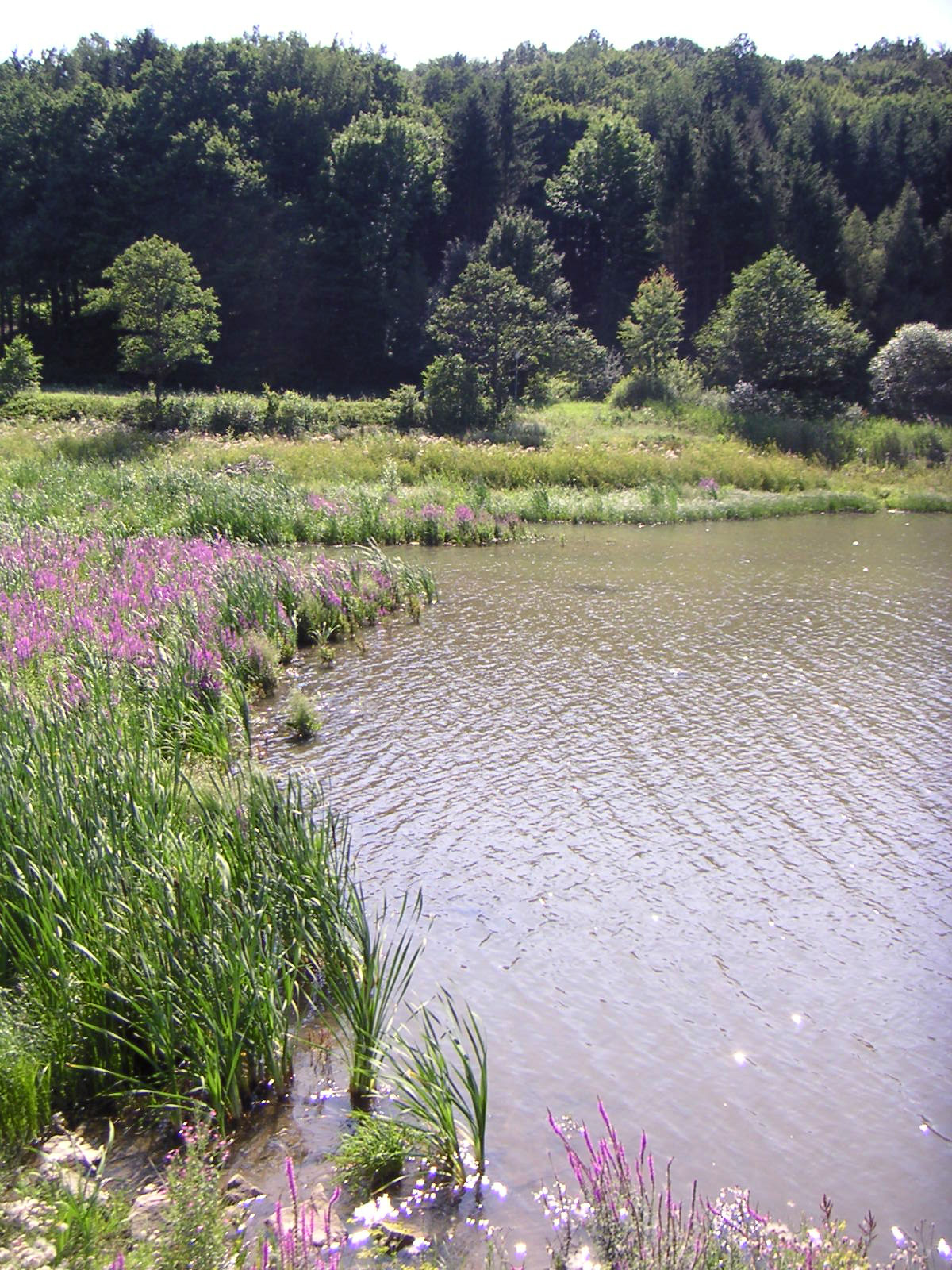
Береговая поросль ранним летом
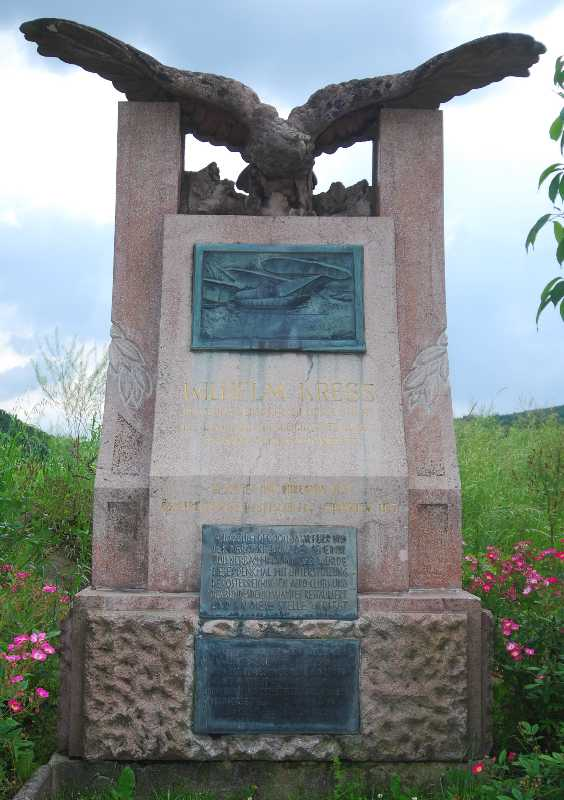
Памятник Крессу